# Neomitranthes obtusa
Neomitranthes obtusa là một loài thực vật có hoa trong Họ Đào kim nương. Loài này được Sobral & Zambom mô tả khoa học đầu tiên năm 2002.